# Джамул (Каліфорнія)
Джамул (англ. Jamul) — переписна місцевість (CDP) в США, в окрузі Сан-Дієго штату Каліфорнія. Населення — 6179 осіб (2020).

## Географія
Джамул розташований за координатами 32°43′5″ пн. ш. 116°51′55″ зх. д. / 32.71806° пн. ш. 116.86528° зх. д. (32.718160, -116.865364).  За даними Бюро перепису населення США в 2010 році переписна місцевість мала площу 43,60 км², з яких 42,95 км² — суходіл та 0,65 км² — водойми.

## Демографія
Згідно з переписом 2010 року, у переписній місцевості мешкали 6163 особи в 1906 домогосподарствах у складі 1646 родин. Густота населення становила 141 особа/км².  Було 1974 помешкання (45/км²).
Расовий склад населення:
| - 86,0 % — білих - 2,4 % — азіатів - 2,1 % — чорних або афроамериканців - 0,5 % — корінних американців - 0,2 % — вихідців з тихоокеанських островів - 4,8 % — осіб інших рас |

До двох чи більше рас належало 4,2 %. Частка іспаномовних становила 19,3 % від усіх жителів.
За віковим діапазоном населення розподілялося таким чином: 22,7 % — особи молодші 18 років, 63,9 % — особи у віці 18—64 років, 13,4 % — особи у віці 65 років та старші. Медіана віку мешканця становила 44,4 року. На 100 осіб жіночої статі у переписній місцевості припадало 101,0 чоловіків;  на 100 жінок у віці від 18 років та старших — 99,1 чоловіків також старших 18 років.
Середній дохід на одне домашнє господарство  становив 121 425 доларів США (медіана — 111 055), а середній дохід на одну сім'ю — 125 799 доларів (медіана — 114 241). Медіана доходів становила 83 654 долари для чоловіків та 53 556 доларів для жінок. За межею бідності перебувало 5,4 % осіб, у тому числі 4,8 % дітей у віці до 18 років та 1,5 % осіб у віці 65 років та старших.
Цивільне працевлаштоване населення становило 2853 особи. Основні галузі зайнятості: освіта, охорона здоров'я та соціальна допомога — 20,2 %, науковці, спеціалісти, менеджери — 15,0 %, роздрібна торгівля — 13,4 %.